# PB-306

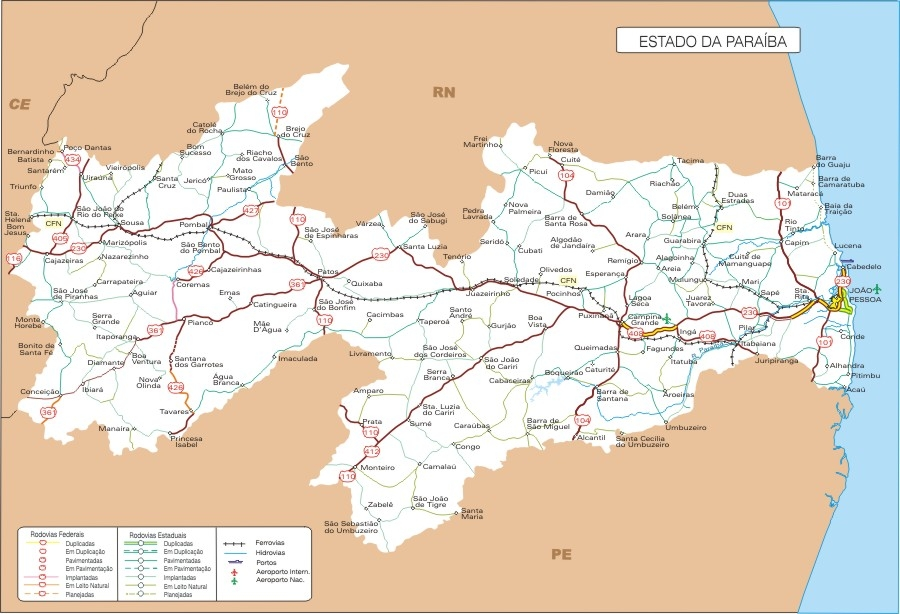
Mapa Rodoviário da Paraíba

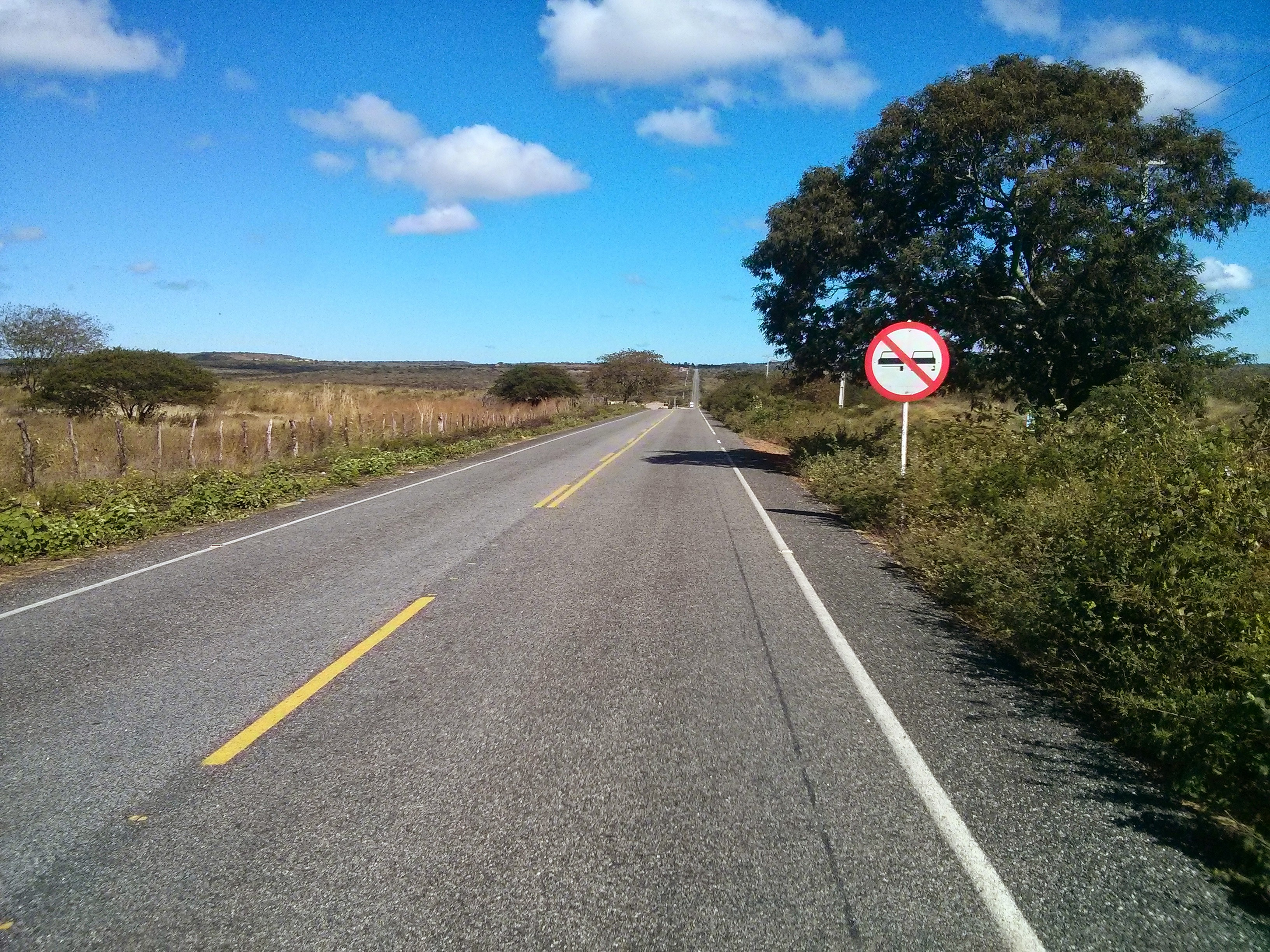
Rodovia PB-306 em 13 de Agosto de 2014

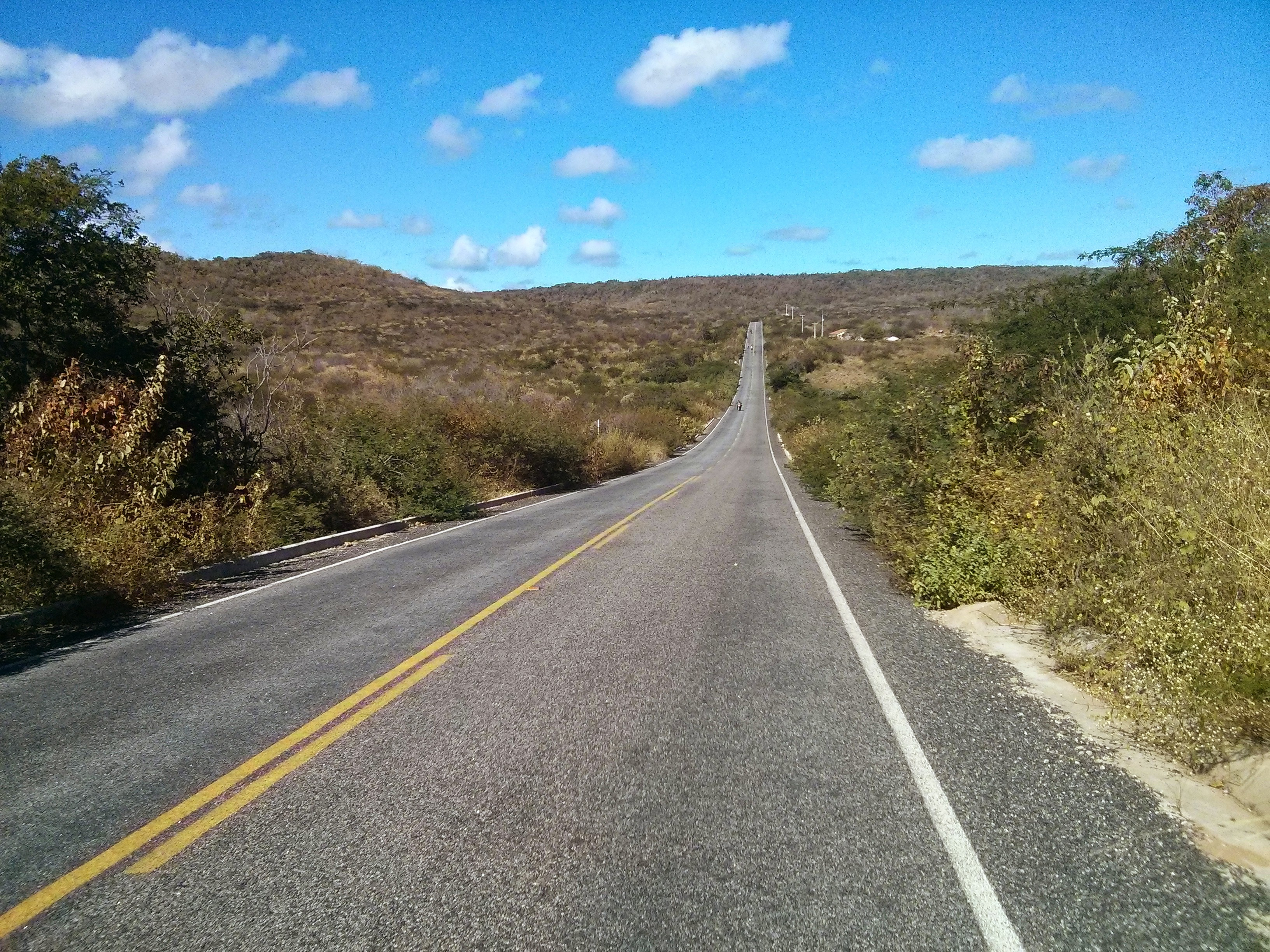
Rodovia PB-306 em 13 de Agosto de 2014

A PB-306 é uma rodovia brasileira do estado da Paraíba. A mesma liga os municípios de Teixeira, Matureia, Imaculada, Água Branca, Juru, Tavares, Princesa Isabel, São José de Princesa, Manaíra e Santana de Mangueira e Ibiara; bordeando a divisa do estado com Pernambuco, totalizando 180 quilômetros de extensão.
A rodovia teve sua última recuperação realizada no ano de 2012 o que lhe confere um bom estado de rolagem no momento desta edição - Agosto de 2014 (o que pode ser conferido nas imagens deste artigo).